# Globulospinella
Globulospinella, en ocasiones erróneamente denominado Globuwspinella, es un género de foraminífero bentónico de la familia Lagenidae, de la superfamilia Nodosarioidea, del suborden Lagenina y del orden Lagenida. Su especie-tipo es Oolina apiculata. Su especie-tipo es Globulospinella scotti. Su rango cronoestratigráfico abarca desde el Paleoceno hasta la Actualidad.

## Clasificación
Globulospinella incluye a las siguientes especies:
- Globulospinella bulabrum
- Globulospinella rudis
- Globulospinella scotti